# Fusarium thapsinum
Fusarium thapsinum är en svampart som beskrevs av Klittich, J.F. Leslie, P.E. Nelson & Marasas 1997. Fusarium thapsinum ingår i släktet Fusarium och familjen Nectriaceae.   Inga underarter finns listade i Catalogue of Life.